# 바이오매스

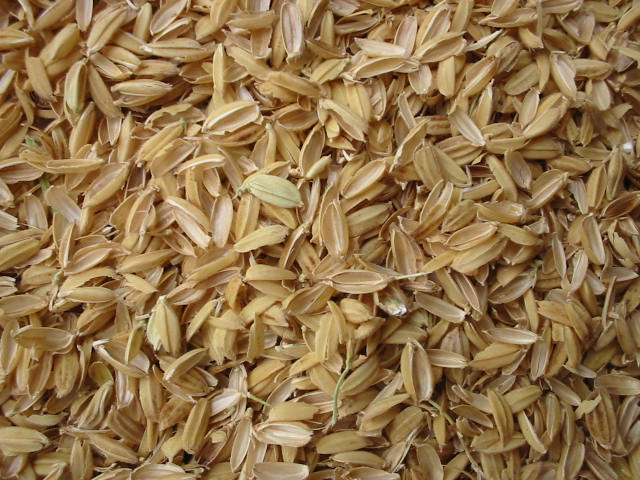

바이오매스(영어: biomass)는 태양 에너지를 받아 유기물을 합성하는 식물과 이들을 먹이로 하는 동물, 미생물 등의 생물 유기체를 총칭하는 용어이다. 생태학적 측면에서는 생물 유기체에 속하는 모든 종 또는 동물과 식물들의 한 종을 서식지의 단위 면적 또는 단위 부피 내에서의 생체량으로 나타낸 것을 바이오매스라 한다. 따라서 바이오매스는 살아있는 것에 국한하며 생물현존량 또는 생물량이라고도 한다. 그러나 일반적으로 바이오매스는 생사에 무관하며 폭 넓은 의미로 사용하고 있다. 땔나무, 숯, 생물의 기체 등을 포함하며, 산업계에서는 유기계 폐기물도 바이오매스에 포함시킨다.

## 바이오매스 에너지종류
바이오매스 에너지 종류는 바이오가스, 바이오알코올, 바이오디젤 등으로 구성되어 있다. 바이오가스는 유기성 폐기물을 이용하여 생산해낸 바이오매스로, 여기서 유기성 폐기물은 혐기성 조건에서 미생물에 의해 분해되어 메테인이 주성분인 바이오가스를 생성하게 된다. 이 과정에서 이루어지는 혐기소화 공정은 에너지 생산 및 유기성 폐기물을 제거하는데 있어서 효율이 높아 폐기물 처리 부지가 부족한 지역에서 유용한 기술이다. 바이오알코올은 당을 포함하고 있는 바이오매스로부터 생산이 가능하고, 이러한 바이오매스에서 당액을 추출한 뒤 효모를 이용하여 에탄올로 전환한 후 농축하여 사용한다. 유지에 촉매를 넣은 후 반응시키게되면 세 분자의 알킬에스터와 글리세린으로 분해되는데, 이 때 생산되는 알킬에스터를 바이오디젤이라고 한다. 경유와 달리 약 10%의 산소를 포함하고 있는 연료로서 연소 시에 포함된 산소로 인해 완전 연소가 일어날 가능성이 높아 경유에 비해서 대기 오염 물질이 50~60% 이상 적게 배출된다는 점에서 의의가 있다.

## 같이 보기
- 바이오에탄올

## 참고 자료
- 이 문서에는 다음커뮤니케이션(현 카카오)에서 GFDL 또는 CC-SA 라이선스로 배포한 글로벌 세계대백과사전의 내용을 기초로 작성된 글이 포함되어 있습니다.